# Язь (река)
Язь (укр. Язь) — правый приток реки Каплань, расположенный на территории Штефан-Водского (Молдавия) и Белгород-Днестровского районов (Одесская область, Украина).

## География
Длина — 14 км (в Молдавии — до 1 км, в Украине — 13 км или 10,2). Русло слабо-извилистое, пересыхает. Создано несколько прудов.
Берёт начало восточнее села Чистоводное в Штефан-Водском районе. Река протекает менее 1 км на территории Молдавии, пересекает государственную границу Молдавии и Украины, далее течет на юг, юго-восток по территории Украины. Впадает в реку Каплань южнее села Крутояровка в Белгород-Днестровском районе.
Притоки: нет крупных.
Населённые пункты: Крутояровка